# Flying Bark Productions
Flying Bark Productions Pty Ltd este un studio de animație australian. Studioul acționează ca o unitate de producție cu servicii complete pentru filme de lung metraj, televiziune și o gamă diversă de conținut digital. Studioul a fost înființat de Yoram și Sandra Gross în 1967 sub numele de Yoram Gross Film Studios.
În 1996, interesul companiei a fost vândut către Village Roadshow Pictures, care a redenumit compania în Yoram Gross-Village Roadshow. În 1997, a încheiat un pact cu EM.TV & Merchandising, care s-a ocupat de un pact comun. EM.TV a cumpărat interesul Village Roadshow în 1999, când Village Roadshow căuta o ieșire din producția de televiziune, care a fost redenumită în Yoram Gross-EM.TV. În 2007, a fost redenumit în numele său prezent, Flying Bark Productions.
În 2008, Studio 100 a cumpărat participarea EM.TV în companie, când EM.TV a ieșit din afacerea de divertisment.

## Filmografie

### Filme Flying Bark Productions
- Gumnutz: A Juicy Tale (2007; cu Bix Pix Productions și ABC Studios)
- Moș Crăciun ucenic (2010; cu Gaumont Alphanim, Avrill Stark Entertainment și Cartoon Saloon)
- The Woodlies Movie (2013; cu Seven Network, Studio 100 Media și ZDF)
- Albinuța Maya (2014; cunoscut de asemenea ca Albinuța Maya: Filmul)
- Blinky Bill: Koala cel poznaș (2015)
- Albinuța Maya: Jocurile Mierei (2018)
- 100 la sută Lup - Legenda Pietrei Lunii (2020)
- Maya the Bee: The Golden Orb (2021)
- Ascensiunea Țestoaselor Ninja: Filmul (2022; cu Nickelodeon Movies și Netflix)
- Eu și Mia: Eroul Centopiei (2022; cu Made 4 Entertainment)
- 200% lup (2024) (distribuire în SUA de Viva Pictures)[6]
- Aang: The Last Airbender (2026; cu Paramount Pictures, Nickelodeon Movies și Avatar Studios)[7]

### Seriale Flying Bark Productions
- Dive, Olly, Dive! (2005; cu Mike Young Productions)
- Staines Down Drains (2006; cu Flux Animation, Studio 100, Traction, EM.TV și NZ On Air)
- Pad-ul lui Zeke (2008; cu Leaping Lizard Productions, Bardel Entertainment, Avrill Stark Entertainment, YTV și Seven Network)
- Maestrul Strop (2008–2009; cu Big Communications, Flux Animation Studio, Media Development Authority și Southern Star Entertainment)
- Legend of Enyo (2009–2010; cu Avrill Stark Entertainment, Screen NSW și Seven Network)
- Zigby (2009–2013; cu Avrill Stark Entertainment și Big Animation)
- The Woodlies (2012; cu Seven Network, Studio 100 Media și ZDF)
- Vic the Viking (2013–2014)
- Tashi (2014–2015)
- Heidi (2015–2016)
- Aventurile năstrușnice ale lui Blinky Bill (2016–2017)
- Oh, Yuck! (2017; cu Silhouette Media Group)
- Ascensiunea Țestoaselor Ninja (2018–2020) (servicii de animație)
- Tehnicienii de glitch (2020) (servicii de animație)
- LEGO Monkie Kid (2020–2023)
- Și dacă...? (2021–2024; cu Marvel Animation)
- FriendZSpace (2021–prezent)
- Fetița Lună și Dinozaurul Diabolic (2023–prezent) (servicii de animație)
- Stranger Things: Tokyo (VFA) (servicii de animație) [8]

### Seriale web
- The Eggsperts (2014)

### Filme Yoram Gross
- Dot and the Kangaroo (1977)
- The Little Convict (1979; cunoscut de asemenea ca Toby and the Koala)
- Around the World with Dot (1981; cunoscut de asemenea ca Dot and Santa Claus)
- Sarah (1982; cunoscut de asemenea ca The Seventh Match și Sarah and the Squirrel)
- Dot and the Bunny (1983)
- The Camel Boy (1984)
- Epic (1984; cunoscut de asemenea ca Epic: Days of the Dinosaur)
- Dot and the Koala (1985)
- Dot and Keeto (1986)
- Dot and the Whale (1986)
- Dot and the Smugglers (1987; cunoscut de asemenea ca Dot and the Bunyip)
- Dot Goes to Hollywood (1987)
- The Magic Riddle (1991)
- Blinky Bill: The Mischievous Koala (1992; cunoscut de asemenea ca Blinky Bill)
- Dot in Space (1994)
- Skippy Saves Bushtown (1999)
- Tabaluga and Leo (2005; cu ZDF Enterprises)
- Blinky Bill's White Christmas (2005)
- Flipper and Lopaka: The Feature (2006)

### Seriale Yoram Gross
- Bright Sparks (1989; cu Beyond International Group)
- The Adventures of Blinky Bill (1993–2004)
- Samuel and Nina (1996–1997; cu Children's Television Workshop și Cartoon Network Productions)
- Tabaluga (1997–2004; cu ZDF Enterprises)
- Skippy: Adventures in Bushtown (1998–1999; cunoscut de asemenea ca Skippy: Adventures in Bushland)
- Iepurașii Trăzniți (1998–1999; cu Nelvana, Scottish Television Enterprises, Hong Guang Animation și Scholastic Inc.)
- Flipper și Lopaka (1999–2005)
- Fairy Tale Police Department (2001–2002; cu Talit Productions și Victory Media Group)
- Old Tom (2002; cu Millimages)
- Bambaloo (2003–2004; cu The Jim Henson Company)
- Art Alive (2003–2005)
- Seaside Hotel (2003–2005; cu Télé Images Kids)
- Deadly (2006; cu SLR Productions)

### Special
- The Adventures of Candy Claus (1987)[9]

### Joc de masă interactiv
- Atmosfear (2004)